# Вулиця Якубовського (Черкаси)
Ву́лиця Якубо́вського — вулиця у Соснівському районі Черкас. Починається від вулиці Сумгаїтської і прямує на північ до вулиці Руставі, утворюючи перехрестя з проїздом Руськополянським.

## Історія та назва
Вулиця була утворена 1983 року і названа на честь радянського військовика, Героя Радянського Союзу Ізраїля Якубовського.

## Забудова
На вулиці Якубовського переважає промислова та офісна забудова. Зокрема тут розташована низка меблевих магазинів («Інтерплит», «Black Red White»), СТО тощо.